# The Lucky Ones (Lied)
The Lucky Ones ist der Titel eines Lieds der estnischen Künstlerin Kerli. Es wurde auf ihrer zweiten EP Utopia (2013) veröffentlicht.

## Hintergrund
2012 begann Kerli mit dem schwedischen Produktionsteam SeventyEight, bestehend aus Svante Clas Halldin und Jakob Gustav Hazel an Liedern für ihr drittes Album zu arbeiten. SeventyEight haben bereits mit Künstlern wie Loreen zusammengearbeitet, deren Hitsingle Euphoria sie coproduzierten. Sängerin Kerli merkte an, dass sie sich im Studio mit den beiden Musikern sehr wohl gefühlt habe, und bezeichnete Halldin und Hazel als “songwriting soul mates” und fügte hinzu: “They’re perfectionists and I’ve never felt more comfortable [writing]. […] When we were in the studio together the energy was full of electricity.” [Sie sind Perfektionisten und ich habe mich beim Liederschreiben noch nie so wohl gefühlt. Wenn wir zusammen im Studio waren, war die Energie voller Elektrizität.] Die Kollaboration der Musiker resultiere in Liedern wie The Lucky Ones, das als erste Single aus Kerlis zweiter EP Utopia veröffentlicht wurde. Ursprünglich sollten die Vorgängersingles Army Of Love und Zero Gravity als Leadsingle dienen, jedoch kündigte Universal Motown-Vizepräsident Chris Anokute im August 2012 via Twitter an, dass ein Song namens The Lucky Ones als erste Single erscheinen solle.
Am 26. Oktober 2012 hatte das Lied Premiere im Internet. Drei Tage später wurde es auf allen gängigen Downloadportalen via Island Records veröffentlicht.

### Inhalt
In einem Livechat sprach Kerli über die Entstehung des Lieds. Bei ihrem besten Freund wurde Verdacht auf Krebs diagnostiziert. Im letzten Moment vor Beginn der Chemotherapie erhielt ihr Freund Entwarnung und wurde nach Hause geschickt. Kerli erklärte, dass sie immer gerne an Wunder hat glauben wollen und sie das Glück hatte, eines mitzuerleben und dass sie und ihr Freund eine zweite Chance erhalten hätten. Direkt danach begann sie mit dem Verfassen von The Lucky Ones. Weiterhin sagte sie: “The message of the song is for us to never ever forget that we are the lucky ones. That fact that we get to sit here right now […] and be healthy. It’s definitely the most meaningful song I’ve ever written.” [Die Botschaft des Songs ist, dass wir niemals vergessen sollten, was für ein Glück wir haben. Die Tatsache, dass wir hier sitzen und gesund sind. Das ist definitiv das bedeutsamste Lied, das ich je geschrieben habe.]
Im Laufe des Lieds wird mehrmals die Textpassage “When your world is crumbling down/I can make it better. / When you’re lost, need to be found, I will look forever – for you.” [Wenn deine Welt zusammenbricht, dann bin ich für dich da. Wenn du verloren bist und jemand dich finden soll, werde ich nach dir suchen.] und der Ruf “We are the lucky ones!” [Wir sind die, die so ein großes Glück haben.] wiederholt.

## Musikvideo
Das Musikvideo zu The Lucky Ones hatte am 5. Dezember 2012 Premiere. Regisseure waren Brian Ziff and Ethan Chancer.
Das Video wurde in Los Angeles gedreht und zeigt Kerli, wie sie die Straßen entlang läuft und tanzt, während sie das Lied singt. Zwischen diesen Szenen spielen sich drei verschiedenen Geschichten ab. Die erste handelt von einem Paar, das sich in einem Nachtclub streitet, woraufhin die Frau den Club wütend verlässt. Als sie zur Straße kommt, wird sie beinahe von einem Auto überfahren, wird jedoch im letzten Moment von ihrem Freund zurückgezogen. Die zweite Szene zeigt eine Frau, die in ihrer Wohnung am Fenster sitzt und mit einem traurigen Blick hinausschaut. Währenddessen sieht man Dosen mit Medikamenten auf ihrem Nachttisch stehen, so wie einen Mann, der in ihrem Bett liegt. Als sie sich wieder zu ihm legt, sehen beide sich an, und der Mann zieht ihr sanft die Perücke von Kopf und enthüllt ihre Glatze. Die dritte Szene zeigt einen kleinen Jungen, der nach einem Streit seiner Eltern von zu Hause wegrennt.

## Charts
Am 8. Dezember 2012 stieg The Lucky Ones auf Platz 41 der Billboard Hot Dance Club Songs ein, einer wöchentlichen Umfrage zu den beliebtesten Songs in amerikanischen Nachtclubs. Am 16. Februar erreichte das Lied die Spitzenposition und wurde damit Kerlis zweiter Nummer-eins-Hit in besagten Charts.

### Platzierungen
| Charts                              | Höchstposition |
| ----------------------------------- | -------------- |
| US Hot Dance Club Songs (Billboard) | 1              |

## Mitwirkende
Studios
- The Lucky Ones wurde in den Moonchild Studios (Los Angeles, Kalifornien) aufgenommen.

Songentstehung
- Songwriting – Kerli, Svante Clas Halldin, Jakob Gustav Hazel
- Produktion – SeventyEight
- Gesang u. Gesangsproduktion – Kerli
- Tontechnik – SeventyEight, Daniela Rivera
- Abmischung – Phil Tan (Ninja Beat Club, Atlanta, Georgia)

Entnommen aus dem digitalen Booklet der Utopia–EP.